# Alta Badia

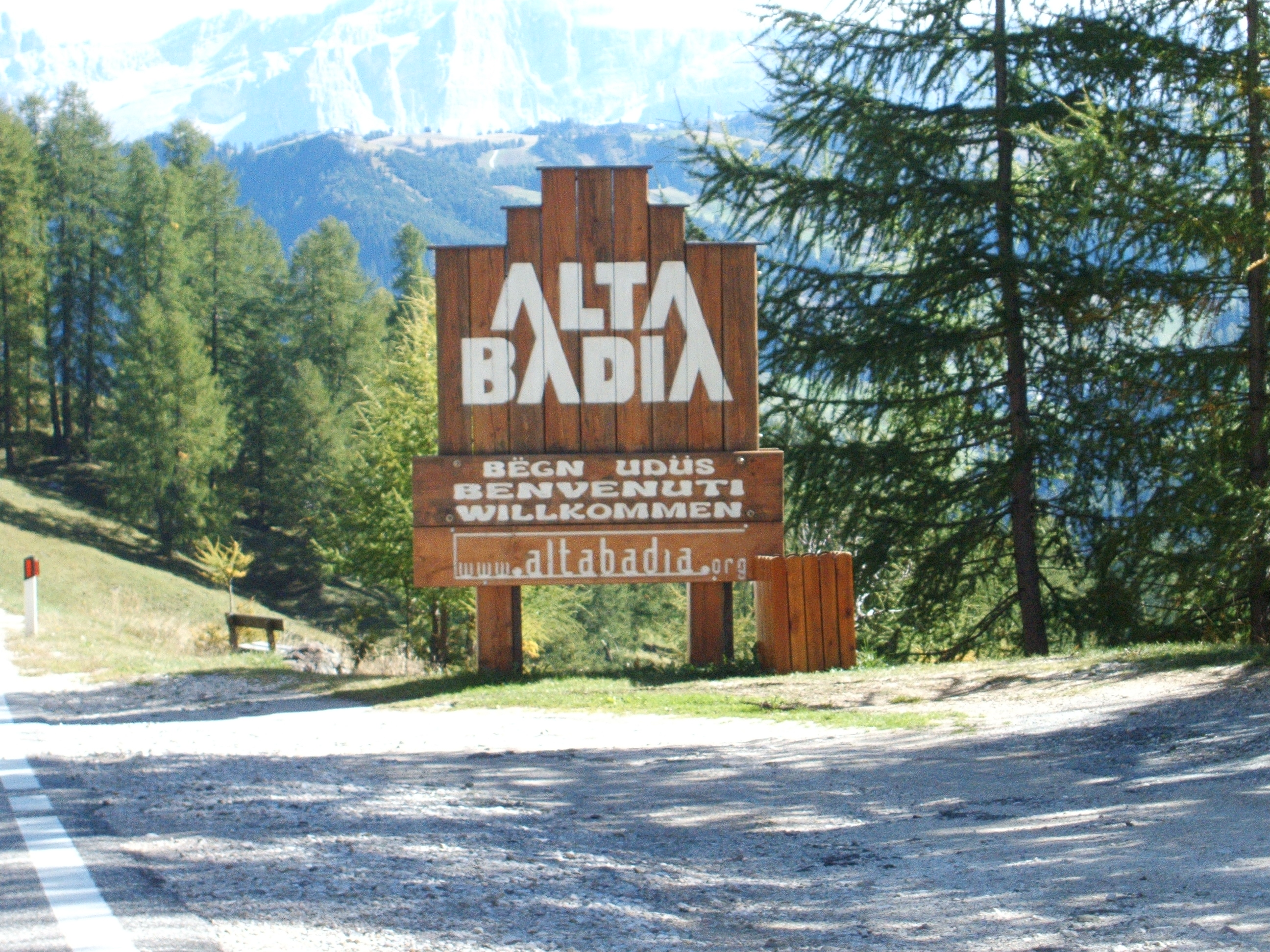
Znak przy wjeździe do Alta Badia

Alta Badia – ośrodek narciarski w Val Badia prowincji Tyrol Południowy w północnych Włoszech. Należy do gmin Corvara, Badia i La Val. Kurort ma 53 wyciągi narciarskie z łączną długością tras narciarskich wynoszącą 130 km (trasy niebieskie – 74 km, trasy czerwone – 47 km, trasy czarne – 9 km).
Alta Badia co roku jest gospodarzem konkursu w zawodach Pucharu Świata w narciarstwie alpejskim mężczyzn, zawody rozgrywają się na trasie Gran Risa.